# Liste der Bischöfe von Križevci
Die folgenden Personen waren Bischöfe des kroatisch griechisch-katholischen Bistums Križevci, (Kroatien), zuvor Apostolische Vikare der Eparchie Marča: 
Apostolische Vikare von Marča
- 1607–1629 Simeon Vratanja
- 1630–1642 Maxim Predojević
- 1642–1644 Gabrijel Predojević
- 1644–1648 Vasilije Predojević
- 1648–1661 Sava Stanislavić
- 1663–1680 Gabrijel Mijakić
- 1671–1685 Pavao Zorčić
- 1685–1688 Marko Zorčić
- 1689–1699 Isaija Popović
- 1700–1707 Gabrijel Turčinović
- 1707–1709 Grgur Jugović
- 1710–1726 Rafael Marković
- 1727–1733 Georg Vučinić
- 1734–1735 Silvester Ivanović
- 1738–1746 Teophil Pašić
- 1771–1758 Gabrijel Palković
- 1759–1777 Bazilije Božičković[1]

Gründung des Bistums durch Maria Theresia 1777
- 1777–1785 Bazilije Božičković
- 1787–1793 Josaphat Bastašić
- 1794–1810 Silvester Bubanović
- 1814–1830 Konstantin Stanić
- 1834–1856 Gabrijel Smičiklas
- 1857–1881 Đorđe  Smičiklas
- 1883–1889 Ilija Hranilović
- 1891–1920 Julije Drohobeczky
- 1920–1940 Dionisije Njaradi
- 1942–1946 Janko Šimrak
- 1952–1964 Gabrijel Bukatko
  - 1946–1960 Vakanz
  - 1961–1983 Joakim Segedi, (Weihbischof  als Administrator)
- 1983–2009 Slavomir Miklovš
- 2009–2019 Nikola Kekić
- seit 2020 Milan Stipić